# Bergborsting
Bergborsting (Cladophora rupestris) är en typ av grönalg som kan bli mellan 5 och 20 centimeter. 
Bergborsting bildar styva, mörkt gröna tofsar som ser kvast- eller borstlika ut. Arten är flerårig. Mikroskopiska karaktärer är att cellerna är ca 2-10 gånger så långa som breda med tjocka cellväggar bestående av cellulosa. Den är tätt förgrenad och ibland utgår tre-fyra nya grenar från den underliggande cellen.
Bergborsting växer på stenar och klippor från ca 1 m ner till 9 meters djup, tillsammans med olika rödalger och ishavstofs. Den är vanligast i mellan- och ytterskärgården och mer ovanlig i innerskärgården där näringshalten ofta är högre. Den är relativt vanlig längs hela Sveriges kust upp till Holmöarna utanför Umeå.